# Мазахери, Мохаммад Рашид
Мохаммад Рашид Мазахери (перс. محمدرشید مظاهری‎, 18 мая 1989) — иранский футболист, вратарь клуба «Зоб Ахан» и сборной Ирана.

## Клубная карьера
Мохаммад Рашид Мазахери — воспитанник иранского клуба «Фаджр Сепаси». Летом 2009 года он перешёл в ахвазский «Эстеглаль», а спустя год — в другой ахвазский клуб «Фулад». 11 мая 2012 года Мазахери дебютировал в иранской Про-лиге, выйдя в основном составе в домашнем матче против «Персеполиса». В конце 2013 года Мазахери перешёл в «Зоб Ахан», где смог стать основным голкипером клуба.

## Карьера в сборной
24 марта 2016 года Мохаммад Рашид Мазахери дебютировал в составе сборной Ирана в домашней товарищеской игре против команды Индии, выйдя в основном составе. Он был включён в состав сборной Ирана на чемпионат мира по футболу 2018 года в России.

## Достижения
«Зоб Ахан»
- Обладатель Кубка Ирана (2): 2014/15, 2015/16
- Обладатель Суперкубка Ирана (2): 2016

## Статистика выступлений

### Клубная
| Выступление      | Выступление      | Выступление      | Чемпионат | Чемпионат | Национ. кубки | Национ. кубки | Междун. кубки | Междун. кубки | Итого | Итого |
| Клуб             | Лига             | Сезон            | Игры      | Голы      | Игры          | Голы          | Игры          | Голы          | Игры  | Голы  |
| ---------------- | ---------------- | ---------------- | --------- | --------- | ------------- | ------------- | ------------- | ------------- | ----- | ----- |
| Эстеглаль Ахваз  | Азадеган-лига    | 2010/11          | 12        | 0         | 0             | 0             | 0             | 0             | 12    | 0     |
| Эстеглаль Ахваз  | Итого            | Итого            | 12        | 0         | 0             | 0             | 0             | 0             | 12    | 0     |
| Фулад            | Про-лига         | 2011/12          | 1         | 0         | 0             | 0             | 0             | 0             | 1     | 0     |
| Фулад            | Про-лига         | 2012/13          | 2         | 0         | 0             | 0             | 0             | 0             | 2     | 0     |
| Фулад            | Про-лига         | 2013/14          | 0         | 0         | 0             | 0             | 0             | 0             | 0     | 0     |
| Фулад            | Итого            | Итого            | 3         | 0         | 0             | 0             | 0             | 0             | 3     | 0     |
| Зоб Ахан         | Про-лига         | 2013/14          | 2         | 0         | 0             | 0             | 0             | 0             | 2     | 0     |
| Зоб Ахан         | Про-лига         | 2014/15          | 19        | 0         | 5             | 0             | 0             | 0             | 24    | 0     |
| Зоб Ахан         | Про-лига         | 2015/16          | 27        | 0         | 4             | 0             | 8             | 0             | 39    | 0     |
| Зоб Ахан         | Про-лига         | 2016/17          | 28        | 0         | 4             | 0             | 6             | 0             | 38    | 0     |
| Зоб Ахан         | Про-лига         | 2017/18          | 30        | 0         | 1             | 0             | 9             | 0             | 40    | 0     |
| Зоб Ахан         | Итого            | Итого            | 106       | 0         | 10            | 0             | 23            | 0             | 139   | 0     |
| Всего за карьеру | Всего за карьеру | Всего за карьеру | 50        | 3         | 6             | 1             | 8             | 0             | 64    | 4     |

### В сборной
| Матчи и голы Мохаммада Рашида Мазахери за сборную Ирана | Матчи и голы Мохаммада Рашида Мазахери за сборную Ирана | Матчи и голы Мохаммада Рашида Мазахери за сборную Ирана | Матчи и голы Мохаммада Рашида Мазахери за сборную Ирана | Матчи и голы Мохаммада Рашида Мазахери за сборную Ирана | Матчи и голы Мохаммада Рашида Мазахери за сборную Ирана | Матчи и голы Мохаммада Рашида Мазахери за сборную Ирана |
| №                                                       | Дата                                                    | Место проведения                                        | Соперник                                                | Счёт                                                    | Голы                                                    | Соревнование                                            |
| ------------------------------------------------------- | ------------------------------------------------------- | ------------------------------------------------------- | ------------------------------------------------------- | ------------------------------------------------------- | ------------------------------------------------------- | ------------------------------------------------------- |
| 1                                                       | 24 марта 2016                                           | Азади, Тегеран                                          | Индия                                                   | 4:0                                                     | —                                                       | отбор чемпионата мира 2018                              |
| 2                                                       | 10 ноября 2016                                          | Шах-Алам, Шах-Алам                                      | Папуа — Новая Гвинея                                    | 8:1                                                     | —                                                       | товарищ.                                                |
| 3                                                       | 13 ноября 2017                                          | Гоффертстадион, Неймеген                                | Венесуэла                                               | 1:0                                                     | —                                                       | товарищ.                                                |

Итого: 3 матча / 0 голов; teammelli.com.